# 91式空対艦誘導弾
91式空対艦誘導弾（きゅういちしきくうたいかんゆうどうだん）は、日本が開発・配備した空対艦ミサイル（対艦誘導弾）。別称はASM-1C。海上自衛隊のP-3C、P-1哨戒機によって搭載・運用される。

## 概要

対艦誘導弾の発達・開発系譜

自衛隊では、対艦誘導弾をファミリー化して開発を行っている。航空機搭載の80式空対艦誘導弾（ASM-1）を基に、推進機関のジェット化により射程を延伸し、目標選択アルゴリズムやECCM能力が向上した地上発射式の88式地対艦誘導弾（SSM-1）が1988年に制式化され、陸上自衛隊が取得していた。海上自衛隊向けに、SSM-1の発展型として、艦船搭載型（XSSM-1B）と哨戒機搭載型（XASM-1C）がほぼ同時に開発されることとなった。艦船搭載型の開発が先行し、哨戒機搭載型より1年早く90式艦対艦誘導弾（SSM-1B）として制式化されている。
哨戒機搭載型（XASM-1C）は、1987年より試作が開始され、1991年に91式空対艦誘導弾（ASM-1C）として制式化された。ミサイル本体部はSSM-1/1Bとほぼ同等であるが、空中発射のため、初期加速用ロケットブースターは廃止されている。実用化に際しては、発射管制装置との接続やパイロン搭載時の適合性を試験している。ミサイル形状は、胴体中央部に4枚の主翼を有し、胴体後部に操舵翼を持つ。長射程を得るため、エンジンはターボジェットエンジンとなっている。また、P-3C搭載時の適合性を図るため、主翼形状が若干変更され、これまでの三角形に近い形状から、台形に近い形状となった。ミサイルは、発射後、直ちにシースキマーモードにて巡航を行う。
P-3Cは、最大6発のASM-1Cを搭載可能であり、ハープーンの発射管制システムの改良型を用いていることから、ASM-1Cとハープーンの混載も可能となっている。P-3Cの後継哨戒機であるP-1では、最大8発搭載できると言われている。
ファミリー化による開発のため、開発期間は4年ほどと短期であり、ほぼ同時に開発したSSM-1Bと合わせて、開発費は約57億円に抑えられている。

## 後継誘導弾
91式空対艦誘導弾の後継である哨戒機用新空対艦誘導弾は、2017年度(平成29年度)から17式艦対艦誘導弾（開発時名称：新艦対艦誘導弾）をベースに射程延伸等の効果を得るため開発が開始され、大型化する新誘導弾を哨戒機で運用する技術を2022年（令和4年） までに実用化する計画である。
令和5年（2023年）度予算で初めて哨戒機用新空対艦誘導弾の取得予算が計上された。2025年度（令和7年度）概算要求では23式空対艦誘導弾として記載されている。